# Etawah (distrikt)
Etawah är ett distrikt i den indiska delstaten Uttar Pradesh, och hade 1 338 871 invånare år 2001 på en yta av 2 288,2 km². Det gör en befolkningsdensitet på 585,1 inv/km². Den administrativa huvudorten är staden Etawah. De största religionerna är Hinduism (92,09 %) och Islam (7,16 %).

## Administrativ indelning
Distriktet är indelat i fem kommunliknande enheter, tehsils:
- Bharthana, Chakarnagar, Etawah, Jaswantnagar, Saifai

## Städer
Distriktets städer är huvudorten Etawah samt Bakewar, Bharthana, Ekdil, Jaswantnagar och Lakhna.
Urbaniseringsgraden låg på 23,01 procent år 2001.